# Грув (музика)

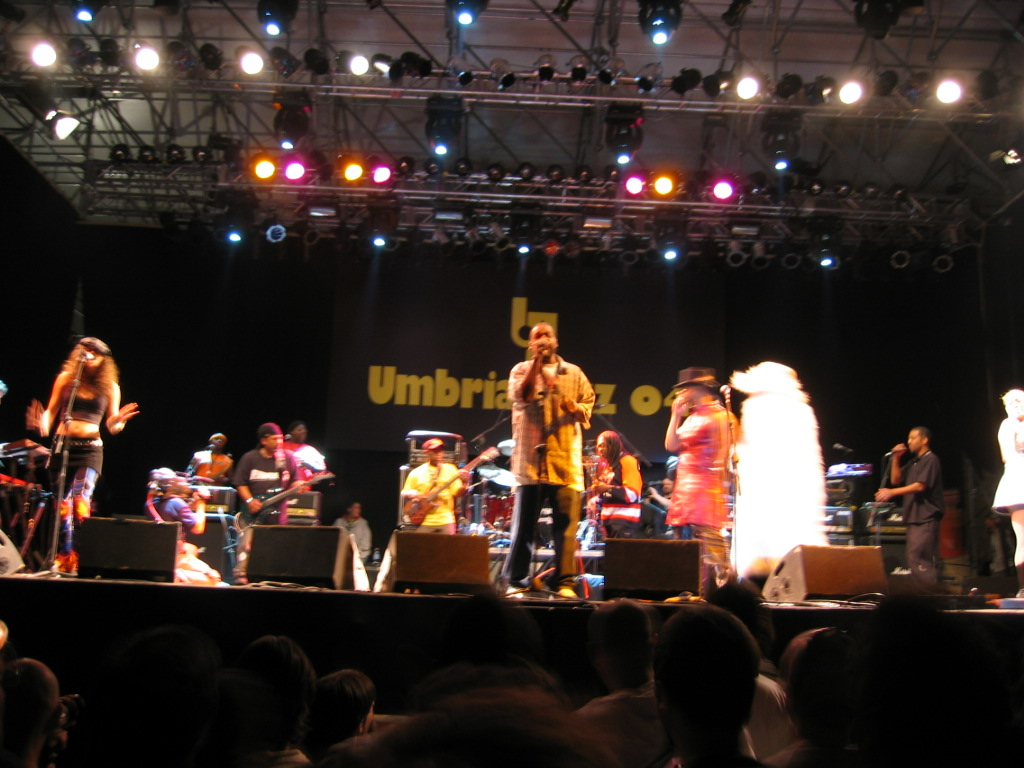
Фанк музики, наприклад, Тип у виконанні таких груп, як парламент funkadelic в використовує помітний електричний басові лінії і патерни ударних для створення пропульсивної, підкреслена ритмічна «відчувають», що часто згадується як «ПАЗ».

Грув — ритмічні та імпульсивні відчуття в музиці («гойдалки»), що створюється грою музичних інструментів (гітари, барабанів та інших). У популярній музиці грув розглядається в жанрах сальса, фанк, рок, фьюжн і соул. Слово часто використовується при описі музики, при якій хочеться рухатися, танцювати — «грув».

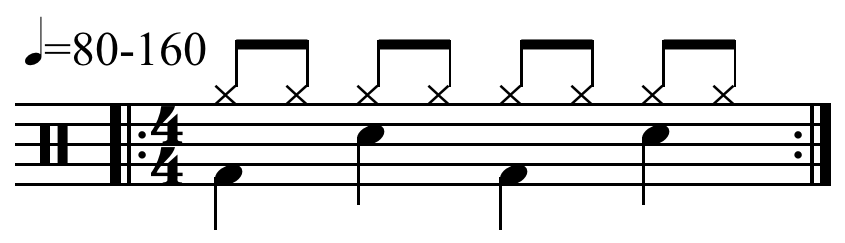
Характеристика для рок-груву: бас-барабан на ударах 1 і 3 і барабан на ударах 2 і 4 такту…додається восьма нота на хі-хет".

З ширшої етномузичної точки зору, грув описується як «зрозуміле, але упорядковане відчуття чогось, що підтримується особливим, регулярним і привабливим методом, намагаючись привернути слухача.» Музикознавці та інші науковці аналізують поняття «groove», починаючи приблизно з 1990-х років. Вони стверджували, що «groove» є «розуміння ритмічних моделей» або «відчуття» і «інтуїтивне розуміння» про «циклу в русі», який випливає з «ретельно вирівняних паралельно-ритмічних моделей», що стимулюють танці і слухачів. Дана концепція може бути пов'язана з різними типами остинато.
Термін часто застосовується в музичних виставах, у яких люди бажають танцювати чи рухатися та насолоджуватися  які що не хочеться рухатися або танцювати. Вираз «у груві» (як джазовий стандарт) широко використовувався приблизно з 1936 по 1945 роки, у розпал епохи свінгу, щоб описати першокласні джазові виступи. У 1940-х і 1950-х роках, грув, зазвичай, використовувався для позначення музичних «рутини, уподобань, стилю, [чи] джерелу задоволення.»

## Опис

### Музичні перспективи

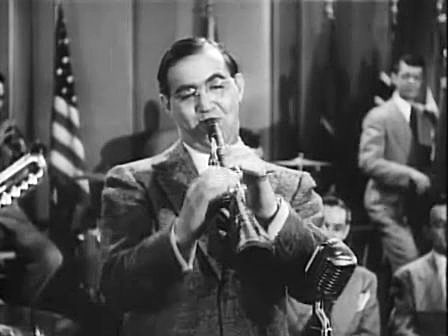
Бенні Гудман, один з перших свінг бенд-лідерами, щоб домогтися широкої популярності

Як і термін «свінг», що використовується для опису цілісного ритмічного «відчуття» у джазовому контексті, так і поняття «грув» може бути важко визначено. У статті Марка Сабателли «Створення Грува» стверджується, що «грув є абсолютно суб'єктивною річчю.» Він стверджує, що «одна людина може думати, що барабанщик добре себе відчуває, у той час інша людина може думати, що барабанщик звучить занадто жорсткою, а інший може думати, що він занадто в'ялий.» Крім того, бас-викладач Віктор Вутен стверджує, що, незважаючи на те, що «грув невловимий», він робить музику «дихаючою» і дає композиції відчуття «рухливого фону».[джерело?]
У музичному контексті, загальні словники визначають грув як «яскраво виражений приємний ритм» чи акт «створення, танцювання чи насолоджування ритмічною музикою».
Бернард Коквелет стверджує, що «це коли досвідчений музикант грає ритм більш насичено в порівнянні з тим, як він спочатку був написаний, граючи злегка до і після основного біта». Коквелет також стверджує, що «термін грув дійсно належить до естетики та стилю»; «грув є художнім елементом, тобто… і він буде розвиватися в залежності від гармонійного контексту, місця в пісні, звуків музичного інструменту, і, у взаємодії з грувом інших музикантів», який він називає «колективним грувом». Хвилині ритмічні варіації за допомогою музикантів ритм-секції, таких як бас-гітарист, можуть кардинально змінити відчуття пісні.

### Теоретичний аналіз
Великобританський музикознавець Річард Міддлтон (1999) зазначає, що хоча «концепція грува» звична для багатьох музикантів, але музикознавці й теоретики тільки недавно почали аналізувати це поняття. Міддлтон стверджує, що грув «… знаменує собою розуміння ритмічних малюнків, що відіграє основну роль у створені характерного ритмічного відчуття». Він зазначає, що «відчуття повторних конструкцій» може змінюватися варіаціями. «Грув», з точки зору шаблонів послідовностей, також відомий як «свінг», де є відхилення від точного кроку позиції.
У музичному слензі фраза «бути в груві», що стосується групи імпровізаторів, означає «просунутий рівень розвитку імпровізаційної музики кожного учасника гурту», яка є «еквівалентна опису Бома і Яворські про викликане поле», які безпосередньо впливають на наш досвід і поведінку". Пітер Форрестер і Джон Бейлі стверджують, що «шанси на досягнення цієї майстерності гри» (тобто досягти «грува») збільшується, коли музиканти «відкриті для інших музичних ідей», доповнюючи ідеї інших учасників та таким чином «ризикують з музикою».
Таррі і Айген наводять визначення Фельда, що грув як «інтуїтивне відчуття стилю як процесу сприйняття циклічного рух, форми або структури форми, кластеризація елементів у часі». Айген стверджує, що «коли грув утвердився серед музикантів, то музичне ціле стало значно чим окремі частини, що дозволяє людям [ … ], випробувати щось за межами самого себе, що він[/вона] не може створити самостійно (Айген 2002, с. 34)».
У статті Джеффа Прессінга 2002 року стверджується, що «грув чи відчуття» це «когнітивне тимчасове явище, що виникає з одного чи декількох акуратно вирівняних паралельних ритмічних моделей, що характеризується…сприйняттям повторюваних імпульсів і підрозділами структур у таких імпульсів,…сприйняття циклу часу довжиною 2 або більше імпульсів, дозволяючи виявити циклічні позиції, і…ефективність залучення синхронних відповідей тіла (наприклад, танцювання, постукування ногою)».

### Неврологічні перспективи
Цей «Грув» наводиться як приклад  сенсомоторного з'єднання між нервовими системами. Останні дослідження показали, що принаймні деякі стилі сучасної рок-музики, орієнтованої на грув, характеризується естетичною точністю іі найсильніший грув-стимуляцію можна спостерігати для ударних бітів без відхилень мікротимінгу.

## Використання у різних жанрах

### Ритм-енд-блюз
«Грув» також пов'язаний із фанк-виконавцями, такими як Клайда Стаблфилда і Джабо Старков (барабанщики Клауда Бровна), і з соул-музикою. Як і в соул-музиці головною ідеєю у фанку було створення найінтенсивнішого грува.
Коли барабанщик грав майстерний грув з відмінним відчуттям, то це називали «in the pocket» («в кишені»), а якщо таке відчуття затримувалось на тривалий час, то «a deep pocket» («глибока кишеня»).

### Хіп хоп
Схожа концепція грува та свінга використовувалась і в африкано-американських жанрах таких як хіт хоп. Ритмічний грув, що джазові музиканти часто називають «свінг» іноді згадується як «флов» у хіп-хоп.

### Джаз
У деяких більш традиційних стилів джазу, музиканти часто використовують слово «свінг», щоб описати почуття єдиної ритмічної кваліфікованої групи. Однак, з 1950-х років, музиканти  джазових піджанрів, органного тріо і латинського джазу, почали також використовувати термін «грув». Джазовий флейтист Хербі Манн багато говорив про «грув». У 1950-1960-х роках Манн виконував бразильський грув, а пізніше, у 1970-х, перейшов на соул фул грув та ритмічний грув.

### Реггі
У ямайському реггі, денсголлі дабі, креольський термін «ріддім» використовується для опису ритмічних бітів, створених ударними бітами або басом. В інших музичних контекстах «ріддім» буде називатися «грув» або біт.

### Грув-метал

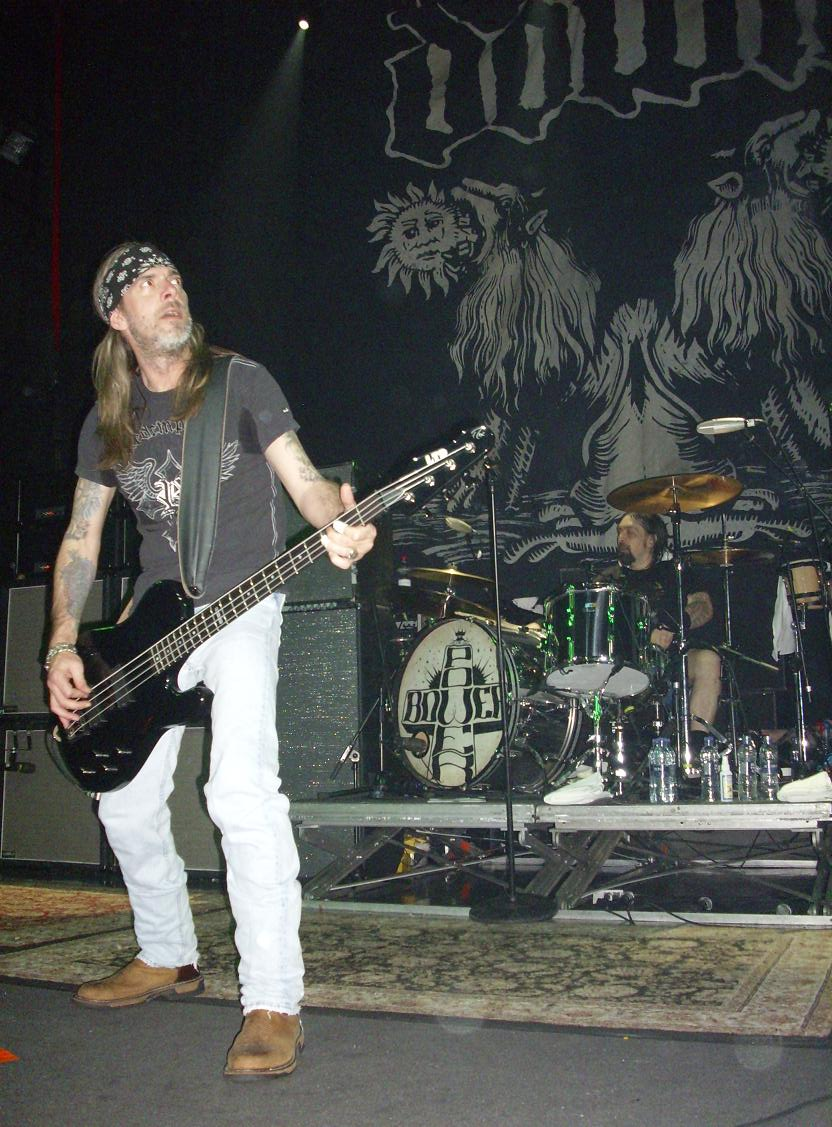
Басист Рекс Браун від метал-групи Pantera, група, пов'язана з «ПАЗ металевої» сцені.

У 1990-х термін «грув» також став використовуватися для визначення піджанру треш-металу під назвою грув-металу, що заснований на використанні середньотемпового трешевиз рифів разом з важким синкопом. «Швидкість не головне», — сказав вокаліст гурту «Pantera» Філ Ансельмо про павер-грув.
Термін «грув» також може бути пов'язаний з іншими стилями важкого металу, такими як стоунер-рок, сладж-метал, дум-метал і дез-метал, а також з джентом.